# Лизандер
Лизандер (пол. Lizander) — дворянский род одноимённого герба.

## Происхождение и история рода
Немецкий род Лизандеров (нем. von Lysander; этимологически фамилия восходит к «Alexander») был в 1582 году причислен к польскому дворянству.
- Дмитрий Карлович фон Лизандер (1824—1894) — русский поэт[1]
- Фёдор Станиславович фон Лизандер (1816—1893) — управлял Саратовской конторой иностранных поселенцев (1863—1866), лифляндский губернатор (1868—1871).

## Описание герба
В голубом поле посредине зелёного лаврового венка, на котором литеры: VDNEA, — дева с распущенными волосами, вместо пальцев имеющая у ладони листья лавра (нимфа Дафна, убегающая от Аполлона).
Щит увенчан дворянскими шлемом с бурелетом. Нашлемник: выходящая обнажённая дева. Намёт на щите голубой, подложенный золотом.